# Borislava Ivanova
Borislava Ivanova (n. 24 noiembrie 1966, Vidin, Vidin, Bulgaria) este o canoistă ce a reprezentat Bulgaria, medaliată olimpică. A participat la o ediție a Jocurilor Olimpice (1988) în care a câștigat o medalie de bronz.

## Participări
Lista de mai jos prezintă principalele competiții la care a participat Borislava Ivanova de-a lungul carierei.
- canoeing at the 1988 Summer Olympics – women's K-4 500 metres[*]